# Spinning mule

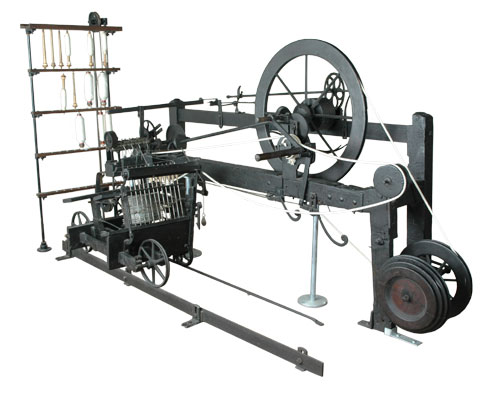
Únic exemplar existent d'una Spinning mule de l'inventor Samuel Crompton.

La Spinning mule és una màquina utilitzada per filar cotó i d'altres fibres. Van ser utilitzades extensament des de finals del segle xviii fins principis del segle XX a les fàbriques de Lancashire i d'altres llocs. Les 'mules' van ser treballades en parells per un mentor, amb l'ajut de dos nens: el petit piecer i el piecer gran o lateral. El carruatge transportava fins a 1,320 fusos i podia mesurar 46 m de llarg longitud, avançar i retrocedir una distància de 1,5 m quatre cops per minut.
La 'mule' d'acció automàtica va ser patentada per Richard Roberts el 1825. Al seu apogeu hi havia 50,000,000 fusos de 'mules' només a Lancashire. Les versions modernes encara estan en producció i s'utilitzen per filar llana de fibres nobles com ara caixmir, merí ultrafí i alpaca per al mercat de mitges.
La 'mule' fa girar les fibres tèxtils en fil per un procés intermitent. En el traç del sorteig, el mexat es llança a través de corrons i es retorça; en el retorn està enrollat en l'eix. El seu rival, el bastidor de Throstle o el bastidor d'anell, utilitza un procés continu, on els processos de trefilar, retòrcer i enrotllar es portaven a terme simultàniament; «va derivar el seu nom del cant o brunzit que va ocasionar". La 'mule' va ser la màquina de filar més comú des de 1790 fins al voltant de 1900 i encara es feia servir per a fils fines, fins principis dels anys vuitanta. Al 1890, una fàbrica de cotó típica tenia més de 60 'mules', cadascuna amb 1.320 fusos, que treballaven quatre cops per minut durant 56 hores a la setmana.

## Història
Abans de la dècada de 1770, la producció tèxtil va ser una indústria artesanal que utilitzava lli i llana. Teixir era una activitat familiar, els nens i les dones cardaven la fibra: dividir i netejar la pelussa desorganitzada en paquets llargs. Les dones després convertirien aquests aspres flocs fils enrotllats en un fus. El teixidor masculí usaria un teler de bastidor per teixir això en tela. Després era estès al sol per blanquejar-ho. La invenció de John Kay de la llançadora volant va fer que el teler fora dues vegades més productiu, amb el qual es va aconseguir que la demanda de fils de cotó excedís àmpliament al que els filadors tradicionals podien subministrar.
Hi havia dos tipus de roda giratòria: la roda simple, que usa un procés intermitent, i la roda de Saxònia més refinada, que impulsava un eix diferencial i un volant amb un cop -un aparell que guia el fil als rodets- en un procés continu. Aquestes dues rodes es van convertir en el punt de partida del desenvolupament tecnològic. Empresaris com a Richard Arkwright van emprar inventors per trobar solucions que augmentessin la quantitat de fil filat, i després van eliminar les patents corresponents.
La Spinning Jenny va permetre que un grup de vuit fusos operessin plegats. Es va reflectir la roda simple. Una roda girava ràpidament quan el bastidor era empès cap endarrere, i els fusos giraven, torcent les metxes en fil i recollint-ho als fusos. La «Jenny giratòria» era efectiva i podia manejar-se a mà, però produïa un fil més feble que només podia usar-se per a la part de trama de la tela. —Perquè la trama de l'un costat a l'altre no ha de tibar-se en un teler així com l'ordit, que en general pot ser menys resistent. Va continuar d'ús comú en la indústria del cotó, fins aproximadament el 1810.
L'augment de l'oferta de l'evolució de la mussolina inspirat en el disseny de teler mecànic, com el d'Edmund Cartwright. Va fer que alguns filadors i teixidors de teles manuals es van oposar a l'amenaça percebuda per al seu aliment: hi va haver disturbis que van trencar els acords i, entre 1811 i 1813, els disturbis ludites, el grup protestava per l'ús de maquinària d'una "«manera fraudulenta i enganyosa»" per evitar pràctiques laborals estàndards. Les feines preparatòries i associades van permetre l'ocupació de molts nens fins que es va reglamentar.
La 'mule' manual va ser un avenç en la producció de fil i les màquines van ser copiades per Samuel Slater, qui va fundar la indústria del cotó a Rhode Island. El desenvolupament durant el proper segle i mig va donar lloc a una 'mule' automàtica i a un fil més fi i resistent. El bastidor d'anell, originat a Nova Anglaterra en la dècada de 1820, va ser poc utilitzat a Lancashire fins a la dècada de 1890. Requeria més energia i no podia produir els millors recomptes.

## La primera 'mule'

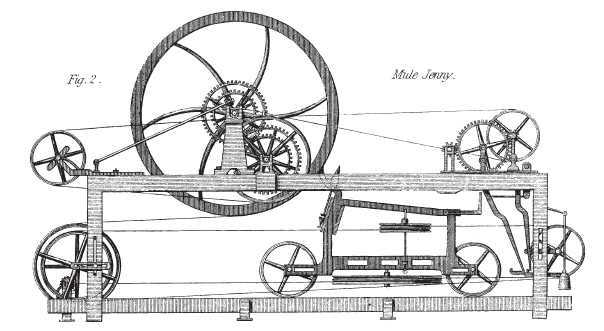
Una de les primeres 'mule' que gira: mostrant l'engranatge al capçal.

Samuel Crompton va inventar la mula giratòria el 1779, nomenada així perquè és un híbrid del bastidor hidràulic de Richard Arkwright i la Spinning Jenny de James Hargreaves, així com la mula és el producte de l'encreuament d'una femella amb un ruc mascle. La 'mule' giratòria té un bastidor fix amb una cistella de bobines cilíndriques per sostenir la metxa. connectada mitjançant el claviller a un carro paral·lel amb els fusos. En el moviment cap a fora, les metxes van a través de corrons atenuadors i es retorcen. Al retorn, se subjecta i els fusos s'inverteixen per pendre el fil acabat de filar. Crompton va construir el seu 'mule' de fusta. Encara que va usar les idees d'Hargreaves de filar múltiples fils i d'atenuar la metxa amb corrons, va ser ell qui va col·locar els fusos a} carro i va fixar una cistella de bobines en e] bastidor. Tant els corrons com el moviment cap a fora del carro eliminen les irregularitats abans que es bobinin a l'eix del petit fus. Quan les patents d'Arkwright van expirar, la 'mule' va ser desenvolupada per diversos fabricants. La primera 'mule' de Crompton tenia 48 fusos i podia filar en un mateix moviment de 30 a 1 000 fils al mateix temps. Això va exigir una velocitat de gir de 1.700 rpm i una potència d'entrada d'1/16 CV.

### Millores
La màquina de Crompton estava feta principalment de fusta, utilitzant bandes i politges per als moviments de conducció. Després que la seva màquina fos pública, en va tenir poc que veure amb el seu desenvolupament. Henry Stones, un mecànic d'Horwich, va construir una 'mule' amb engranatges dentats i, el que és més important, corrons metàl·lics. Baker of Bury va treballar en la bateria, i Hargreaves va usar el desplaçament paral·lel per aconseguir una acceleració i desceleració més suaus.
Al 1793, John Kennedy estava abordant el problema dels recomptes fins. Amb aquests recomptes, els eixos a la volta de retorn necessitaven girar més ràpid que a la poligonal cap a fora. Ell va adjuntar engranatges i un embragatge per aconseguir aquest moviment.
William Eaton, el 1818, va millorar l'enrotllament del fil en usar dos cables i realitzar un retrocés al final de la poligonal cap a fora. Totes aquestes 'mules' havien estat treballades per la força física dels operaris. La següent millora va ser una mula completament automàtica.

### Selfactina de Roberts

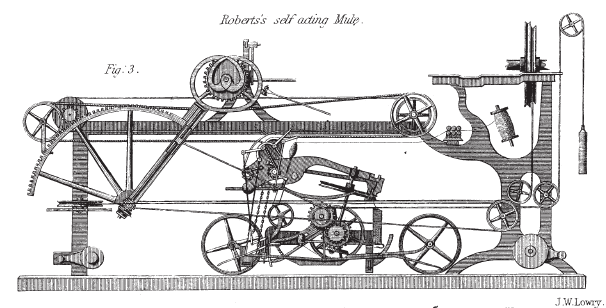
Una selfactina Roberts: diagrama de 1835 que mostra l'engranatge al capçal.

Richard Roberts va treure una primera patent de la selfactina (adaptació catalana de "self-acting machine") el 1825 i una segona el 1830. La feina que s'havia proposat era dissenyar una 'mule' automàtica. Roberts també és conegut pel seu Teler Roberts, que va ser molt utilitzat a causa de la seva fiabilitat. La 'mule' el 1820 encara necessitava ajut manual per fer girar un fil consistent; una 'mule' d'acció pròpia necessitaria:
- Un mecanisme d'inversió que desenrotllés una espiral de fil a la part superior de cada eix, abans de començar a enrotllar un nou estirament.
- Un cable Faller que asseguraria que el fil s'enrotllés en una forma definida anticipadament.
- Un aparell per variar la velocitat de revolució de l'eix, d'acord amb el diàmetre del fil en aquest petit fus.

La velocitat del petit fus estava controlada per un tambor i cordes pesades, quan el capçal es movia, les cordes retorcien el tambor, que en usar una roda dentada girava els fusos. Res d'això hauria estat possible fent servir la tecnologia de l'època de Crompton, cinquanta anys abans.

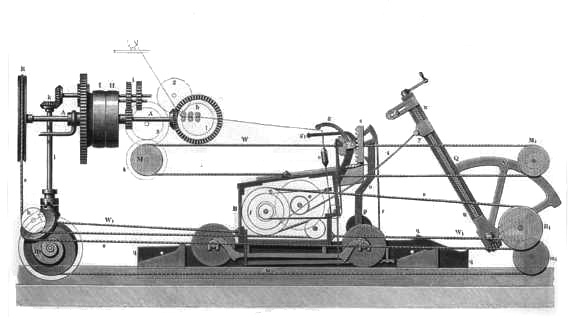
Secció transversal 1882
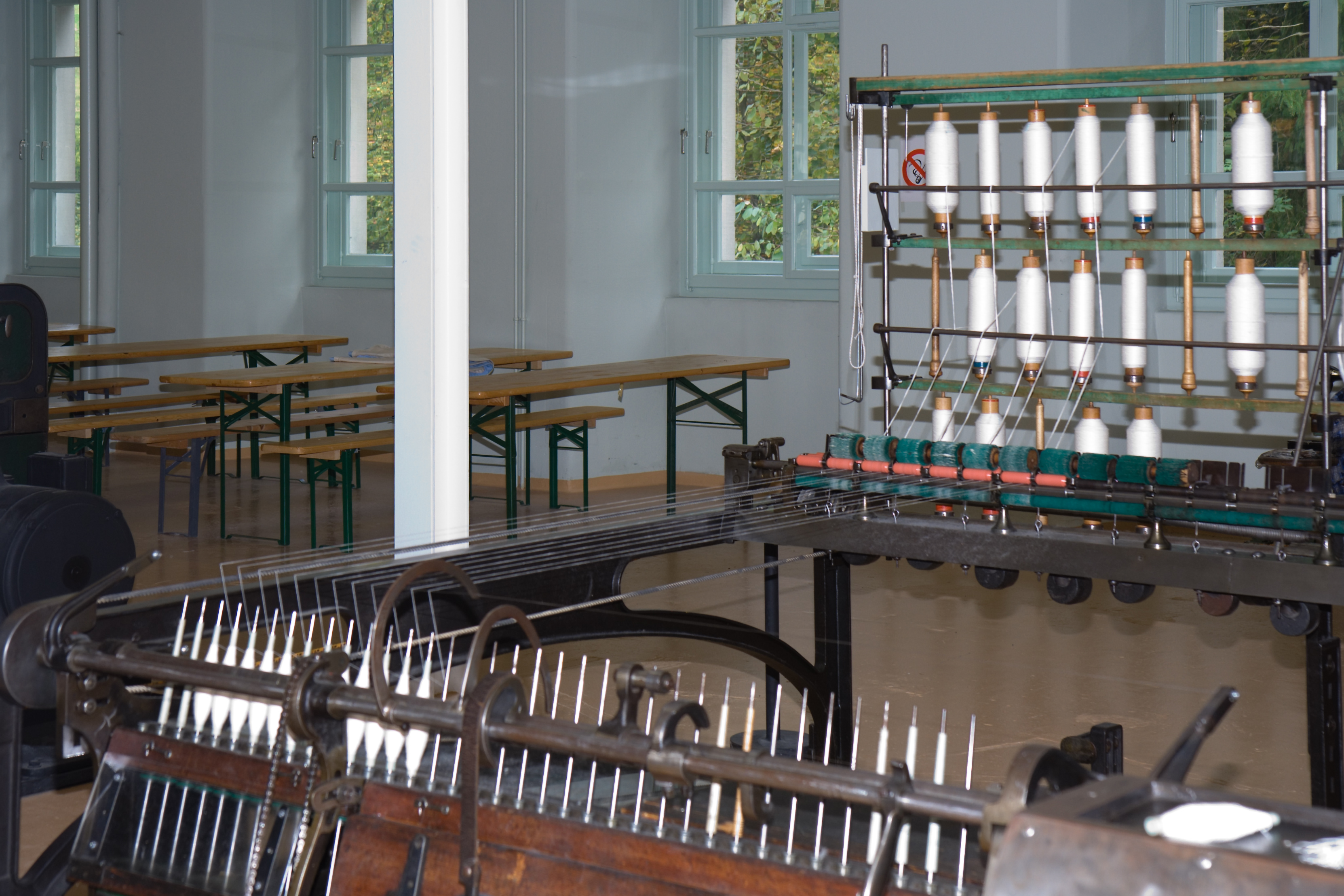
Travessia cap a enfora
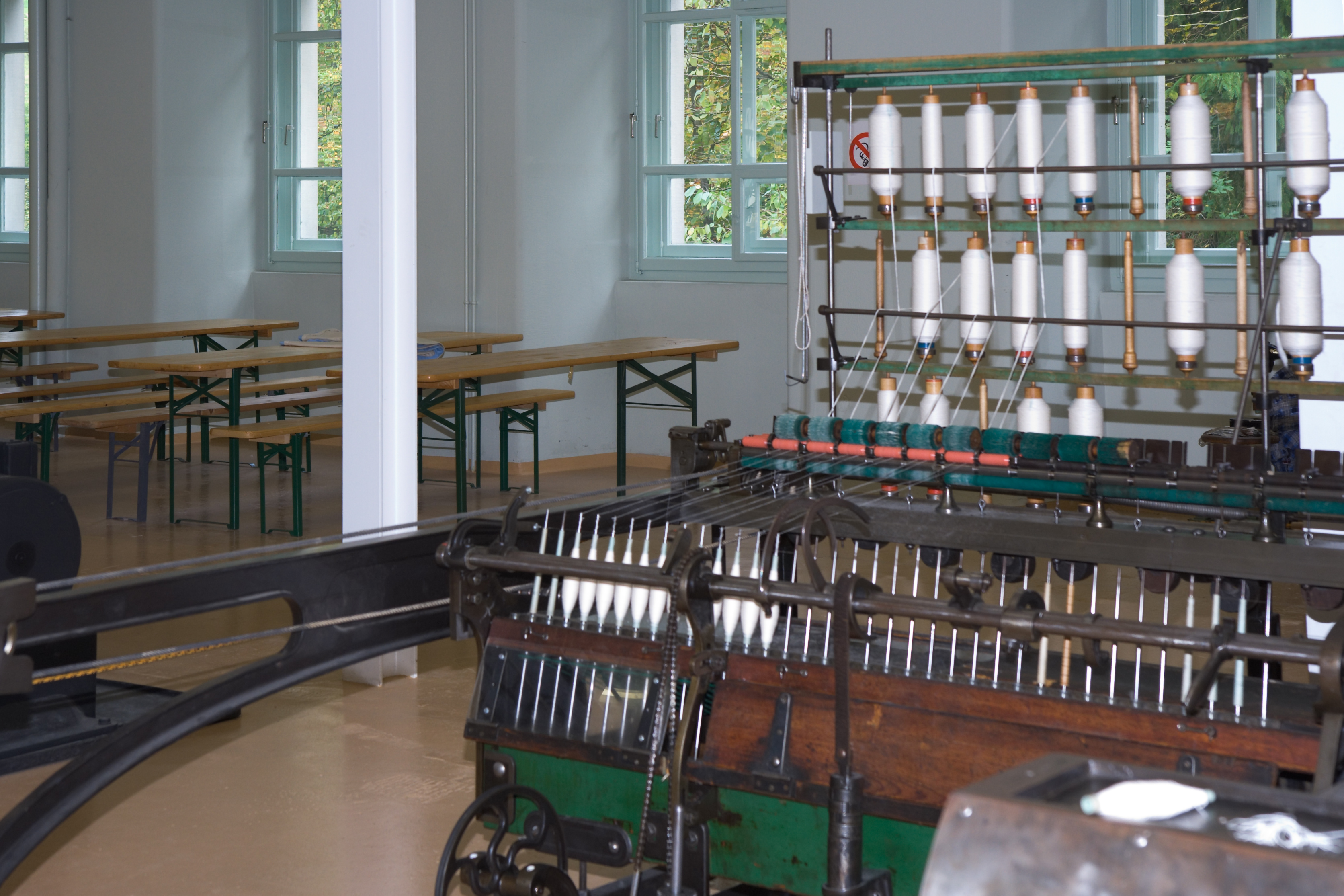
Travessia cap a endins
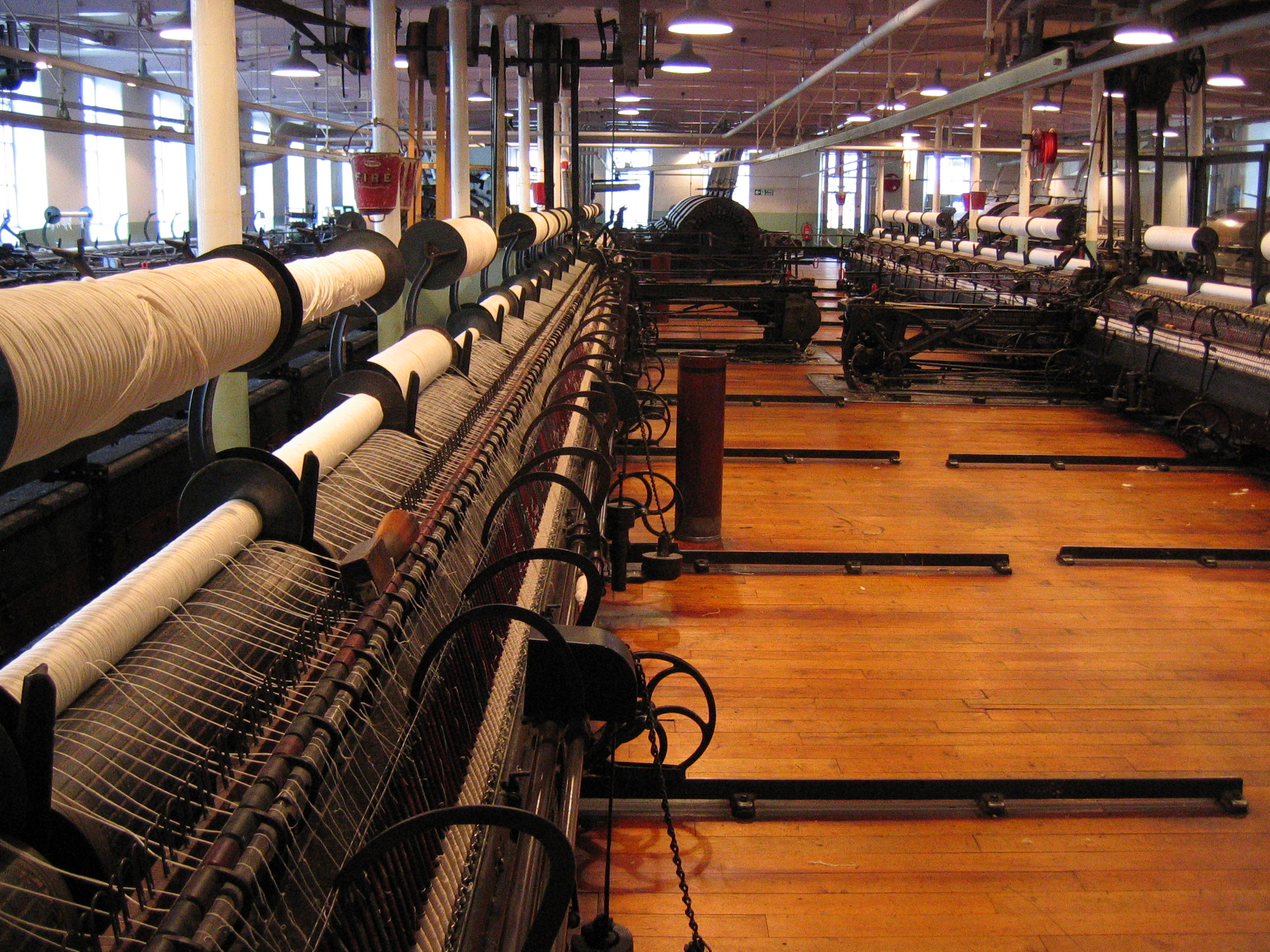
Engranatge del cable Faller
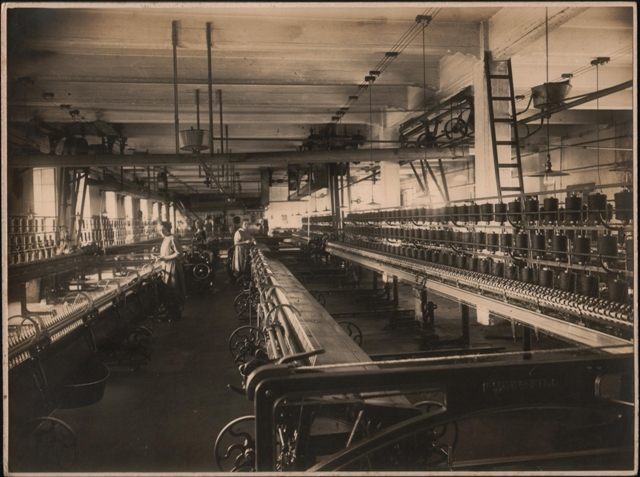
Selfactina a Vonwiller & Co., Žamberk (Imperi Austrohongarès)

### Recomptes d'Oldham
Els recomptes d'Oldham es refereixen al cotó de gruix mitjà que es va usar per a teles d'ús general. Roberts no es va beneficiar del seu Spinning 'mule' que funcionava per si mateixa, però en expirar la patent, altres firmes van realitzar desenvolupaments, i la 'mule' va ser adaptada per als recomptes que filava. Inicialment, l'automàtica de Robert es va usar per als recomptes gruixuts (Oldham Counts), però la Spinning Jenny va continuar fent-se servir per als recomptes més fins (recomptes de Bolton) fins a la dècada de 1890 i més enllà.

### Recomptes de Bolton
Bolton es va especialitzar en cotó fi, i les seves 'mules' van córrer més lentament per donar un gir extra. La Spinning Jenny va permetre aquesta acció més suau, però al segle XX es van agregar mecanismes addicionals perquè el moviment fos més suau, el que va donar lloc a 'mules' que n'usaven dos o també tres velocitats de manejament. Els recomptes fins, necessitaven una acció més suau al debanat en l'enrotllament, i depenien de l'ajust manual per aconseguir la resultat perfecte.

### Mules de llana
La llana filada era molt diferent: el material bàsic es va tòrcer naturalment i es va adherir fàcilment a altres materials també bàsics. El fil es va poder agrupar pressionant fibres curtes què abans s'haguessin considerat massa curtes per filar-les si es tractés de cotó. La 'mule' podia ser molt més simple en la seva construcció.

### Condensador

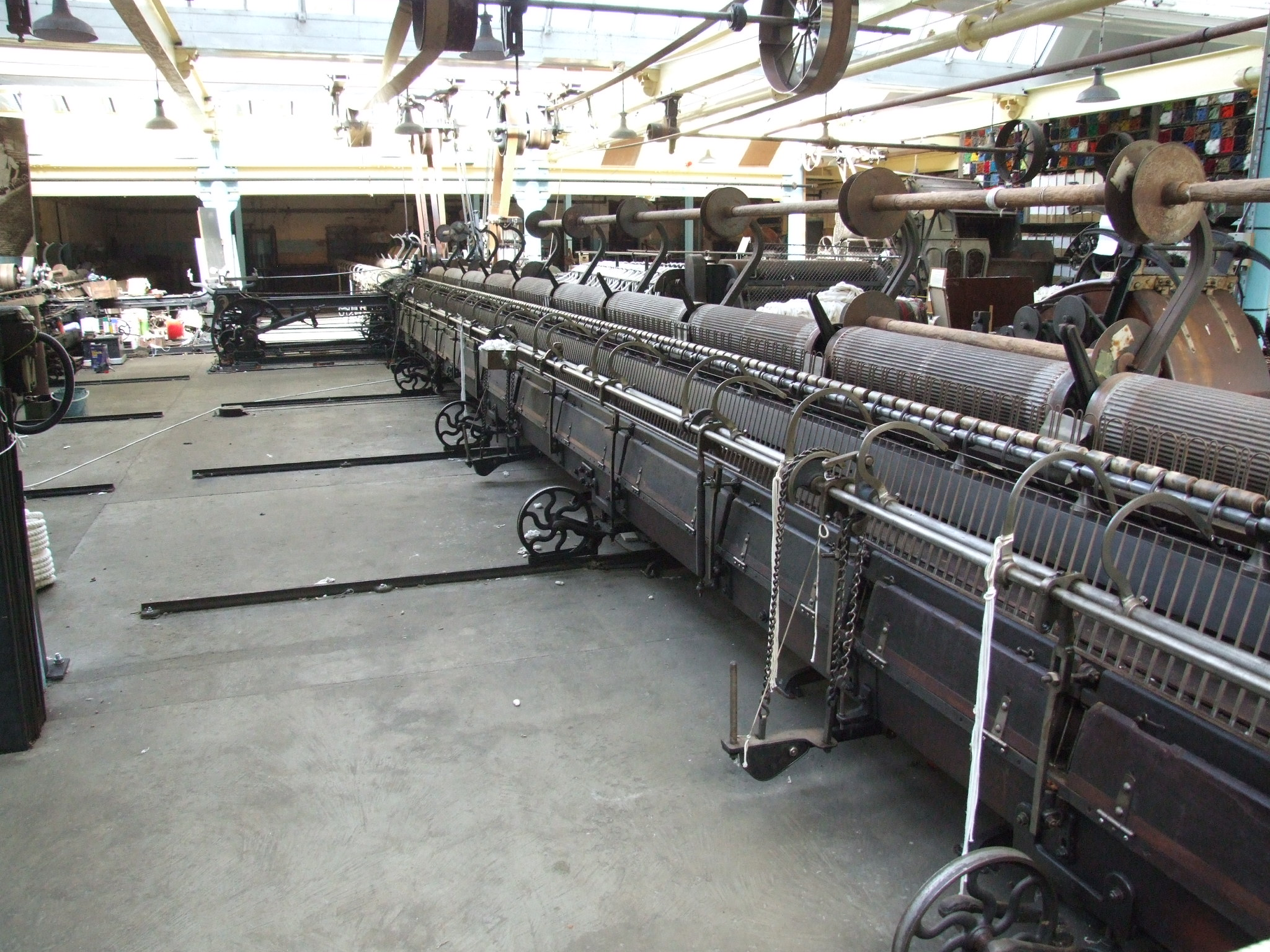
Un parell de 'mules' Condenser. Aquests tenen 741 fusos, estant tallats des de 41 m, 1.122 fusos acostumaven a tenir fins al 24 de setembre de 1974, quan van ser retirats d'Elk Mill, Royton. La 'mule' va ser construïda per Platt Brother, d'Oldham el 1927 per a Elk, l'última filatura construïda.

La filada de condensador o el filat de rebuigs de cotó és similar a la filatura de la llana, i les 'mules' també són similars. Helmshore Mills era una filatura de deixalles de cotó.

### Ús actual
Les 'mules' encara s'usen per filar llana i alpaca, i es produeixen per tot el món. A Itàlia, per exemple, per Bigagli, i Cormatex.

## Funcionament
Els eixos d'una 'mule' descansen en un carro que viatja en una pista a una distància de 1.5 m, mentre estira i fa girar el fil. En el viatge de tornada, conegut com a col·locació, i a mesura que el carro torna a la seva posició original, el fil acabat de filar s'enrotlla al petit fus en forma en forma de con. A mesura que el petit fus de la 'mule' es desplaça sobre el seu carro, el paquet de fibra que fa girar s'alimenta a través de corrons orientats a girar a diferents velocitats per extreure el fil.
Marsden el 1885 va descriure els processos d'instal·lació i operació d'una 'mule'. Aquí està la seva descripció, editada lleugerament.
La cistella conté bobines que contenen troques de fil. Els flocs es passen a través de petits cables de guia i entre els tres parells de corrons de tracció.
- El primer parell s'agafa al floc, per extreure la metxa o l'estella de la bobina, i ho lliura al següent parell.
- El moviment del parell mitjà és lleugerament més ràpid que el primer, però només el suficient com per mantenir el metratge uniformement tens.
- El parell frontal, que corre molt més ràpid, atenua el desplaçament, pel que és igual a totes parts.

La connexió s'estableix entre els flocs atenuats i els fusos. Quan aquest últim està nu, com en una nova 'mule', el moviment de gir del fus es posa en marxa, i els assistents enrotllen sobre cada fus una petita longitud de fil amb la mà. El moviment del corró d'estirament es col·loca en marxa, i els corrons aviat presenten longituds de desplaçament atenuat. Aquests s'uneixen als fils en els fusos, simplement col·locant els fils en contacte amb la metxa no retorta. Les diferents parts de la màquina s'inicien simultàniament, quan tot funciona en harmonia.
Els corrons posteriors extreuen l'estella de les bobines i la passen als parells successius, les velocitats diferencials dels quals la porten al grau requerit de finesa. A mesura que es lliura en el front, els fusos, girant a una velocitat de 6.000-9.000 rpm torcen les fibres fins ara juntes, formant així un fil.

## Càncer de Spinning Mule
Al voltant de 1900 n'hi va haver una alta incidència de càncer d'escrot detectat en antics filadors de 'mules'. Estava limitat els que treballaven amb cotó i no afectava els de 'mules' de llana o condensadors. La causa es va atribuir a la barreja d'olis vegetals i minerals utilitzats per lubricar els fusos. Els fusos, en marxa, llançaven una boira d'oli a l'alçada de l'entrecuix dels treballadors, que era capturada per la roba de qualsevol que estigués rematant el treball. A la dècada de 1920, es va prestar molta atenció a aquest problema. Les mules havien usat aquesta barreja d'olis des de la dècada de 1880, i les de cotó marxaven més ràpid i més calents que les altres, pel que necessitaven un lubrificant més freqüent. La solució era convertir en un requisit legal l'ús d'oli vegetal o olis minerals blancs, que es creia que no eren cancerigens. Llavors, les mules de cotó havien estat reemplaçades i la indústria s'estava contraient, per la qual cosa mai no es va establir si aquestes mesures van ser efectives.